# Clach na h-Iobairt

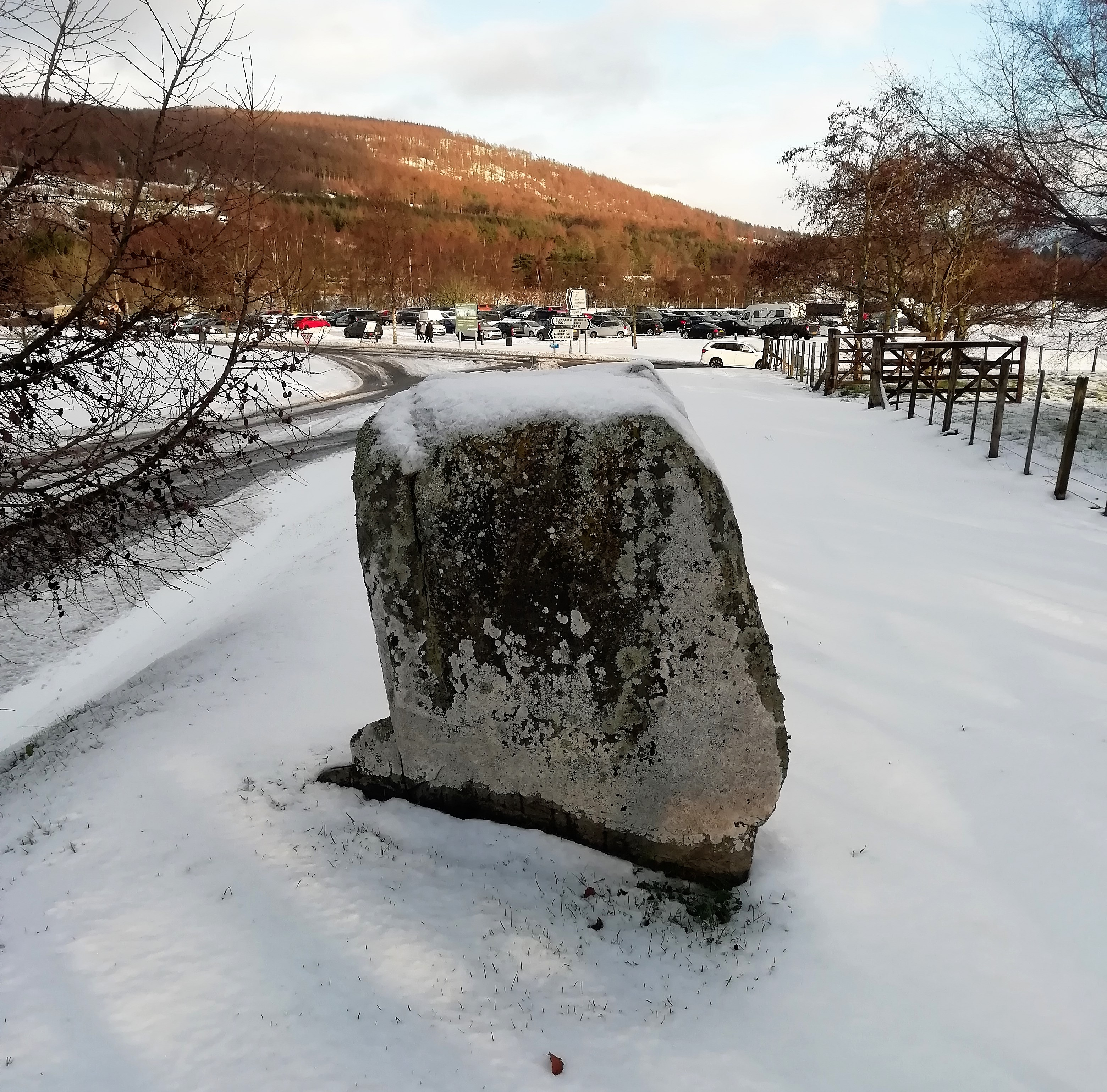
Clach na h-Iobairt

Clach na h-Iobairt (auch Clach na h-Iobairte, Pitagown oder Pitagowan genannt) ist ein Menhir nahe dem „House of Bruar“ zwischen den Straßen A9 und B8079 in Pitagown, westlich von Blair Atholl bei Pitlochry in Perth and Kinross in Schottland.
Der auch als Opferstein bezeichnete Stein von Pitagown ist 1,5 m hoch, 1,1 m breit, 0,4 m dick und unverziert. 2011 erfolgte eine präventive teilweise Ausgrabung auf einem Feld direkt östlich des Steins. Dabei wurden Gruben entdeckt und teilweise ausgegraben. Es kamen ein verbrannter Stein und Glockenbecherkeramik zu Tage.
Ein gleichnamiger Stein (auch Bridge Of Tilt genannt) steht im Wohnwagenpark von Blair Atholl. In der Nähe von Pitagown steht der mutmaßlich unfertige Struan, ein Piktischer Symbolstein der Klasse I.